# Aloe clariperla
Aloe clariperla é uma espécie de liliopsida do gênero Aloe, pertencente à família Asphodelaceae.